# ユディトとホロフェルネス (フリーニ)
『ユディトとホロフェルネス』（伊: Giuditta e Oloferne、英: Judith and Holofernes）は、17世紀イタリア・バロック期の画家フランチェスコ・フリーニが画業の円熟期にあたる1636年にキャンバス上に油彩で制作した絵画である。『旧約聖書』の「ユディト記」 (13:6-10) に登場するヒロインのユディトを主題としている。17世紀イタリアの伝記作家フィリッポ・バルディヌッチがフリーニに直接委嘱され、ヴィテッリ・コレクションにあったと記述している作品で、後にサルヴィアーティ・コレクションに移った。作品は1949年に寄贈されて以来、ローマのバルベリーニ宮国立古典絵画館に所蔵されている。

## 主題
「ユディト記」によれば、イスラエルの町べトゥリアにはユディトと呼ばれる若い未亡人がいた。当時、アッシリアの司令官ホロフェルネスは周辺国を征服し、べトゥリアを包囲した。彼は井戸を占拠し、住民の水源を抑えるという非道な戦術を取る。この時、ユディトは喪服を脱ぎ、侍女を1人伴うだけで敵の陣地に乗り込んでいった。ホロフェルネスのもとに身を寄せた彼女は、「ベトゥリアを見限ったので、私が町を案内しましょう」と彼に嘘をつき、信用させる。ホロフェルネスはユディトの美貌に魅了され、彼女と酒をともにしているうちに眠りこけてしまう。彼女は隠し持っていた刀で彼の首を切り落とすと、袋に入れてべトゥリアの町に凱旋した。翌日、司令官ホロフェルネスを失ったアッシリア軍は戦意を失い、逃げ去ったので、べトゥリアは救われることになった。

## 作品

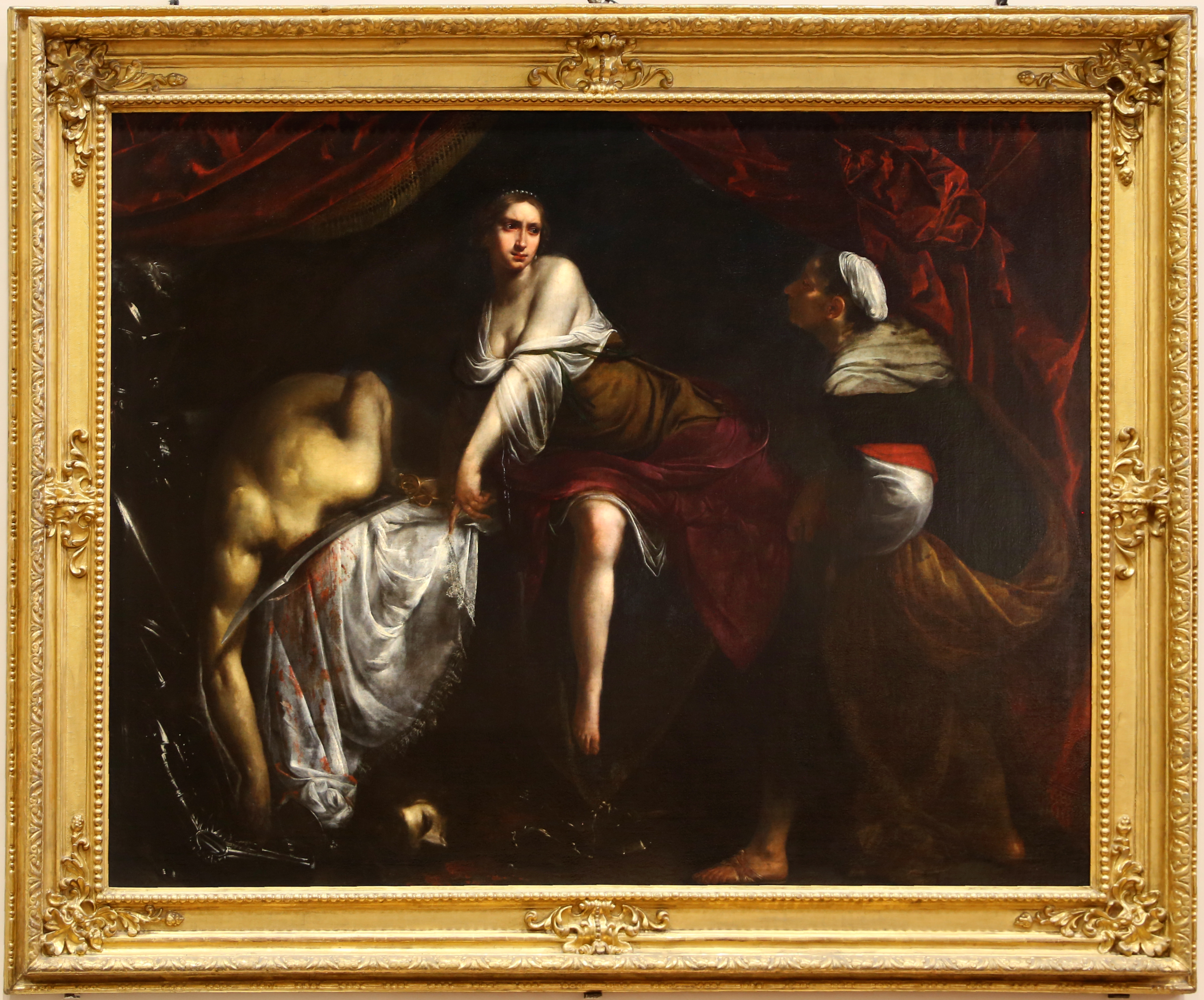
フリーニ『ユディトとホロフェルネス』、個人蔵、フィレンツェ

グエルチーノは、斬首されたホロフェルネスの身体が血まみれのベッドに横たわっている場面を描いた。いまだ剣を手にしているユディトは、侍女のアブラに携行すべき戦利品の首を指し示している。フリーニは、女性を主題とした彼の絵画をしばしば特徴づける感情を喚起するようなスフマート技法を用いている。ホロフェルネスは、ミケランジェロの『ダヴィデ像』（アカデミア美術館、フィレンツェ）のような誇らしげな表情であるが、半裸の姿をさらしている。彼女の手がホロフェルネスの頭部を指している一方、足は画面下部の紐が解けたサンダルの方を向いている。この細部描写は偶然によるものではない。というのは、「ユディト記」には、「彼女のサンダルは彼の目を引き付け」と記されているからである。この武器によって、征服者ホロフェルネスは征服されたのである。
なお、本作のユディト像は、グエルチーノがすぐ直後に描いた同主題の絵画（個人蔵、フィレンツェ）のユディト像と類似している。